# Hirth HM 504

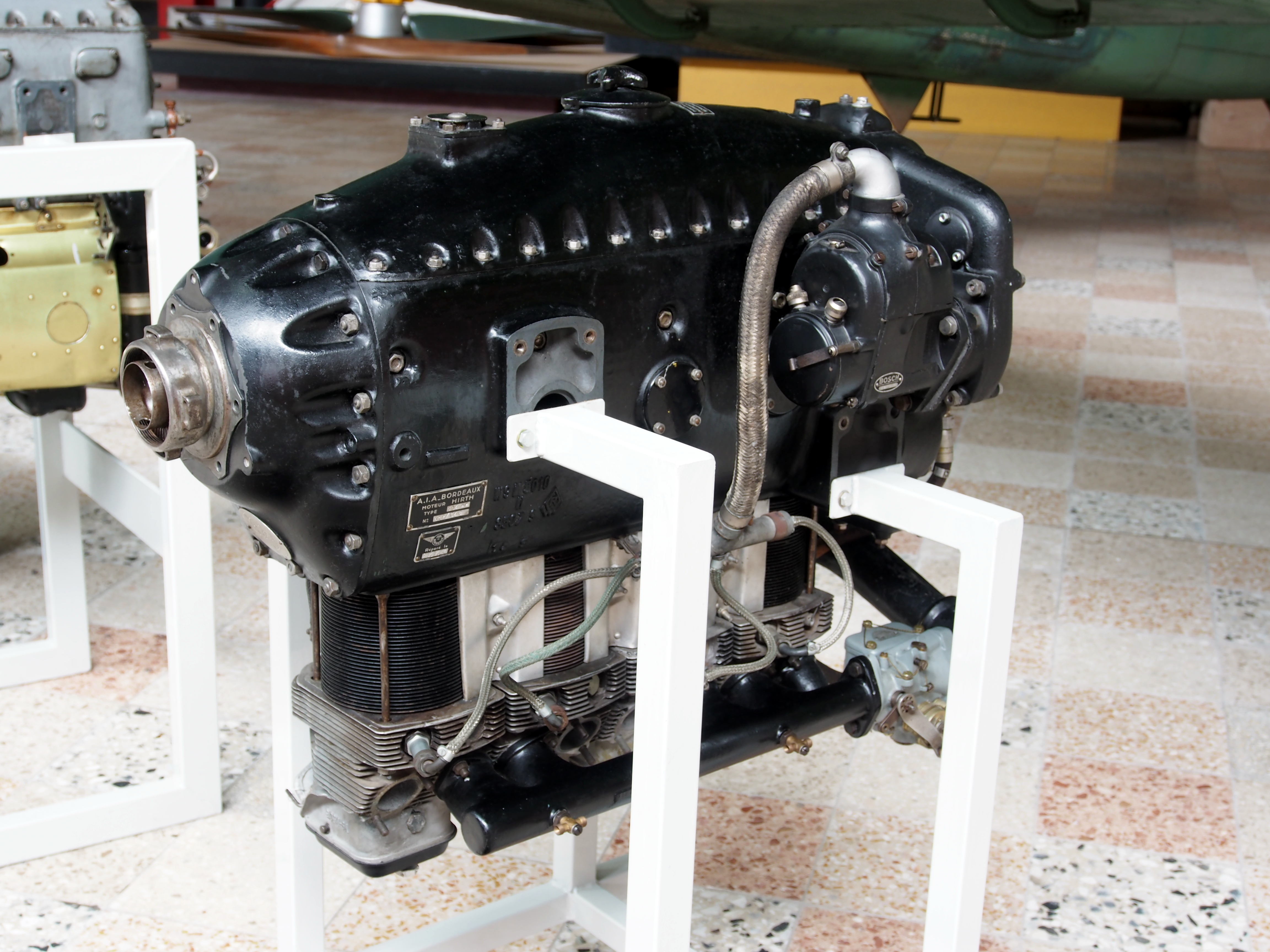
HM 504

Der Hirth HM 504 ist ein deutscher Flugmotor, der hauptsächlich in den Schul- und Sportflugzeugen der 1930er Jahre zum Einsatz kam.

## Entwicklung
Der HM 504 wurde 1934 als Nachfolger des HM 60 und als erstes Glied der 500er Reihe, die außer ihm noch den HM 506, den HM 508 und den HM 512 umfassten, entwickelt, wobei die letzten beiden Ziffern der Bezeichnungen die Anzahl der verwendeten Zylinder widerspiegeln. Hellmuth Hirth wendete bei der Konstruktion ein Baukastensystem der einzelnen Komponenten an, das er schon für den Vorgänger entwickelt und für die 500er Motorenserie noch verfeinert hatte. Es fußte im Wesentlichen auf der Verwendung von Einheitszylindern mit je einem Liter Hubraum sowie der Unterteilung der Kurbelwelle in einzelne Abschnitte, die durch die sogenannte Hirth-Verzahnung miteinander verbunden wurden und den widerstandsarmen Einsatz von Wälzlagern beim Kurbeltrieb ermöglichten.
Vom HM 504 wurden etwa 6000 Einheiten gebaut. Ringhoffer-Tatra in Kopřivnice produzierte ihn ab 1934 in Lizenz. Sein Nachfolger wurde ab 1939 der HM 500 mit geändertem Kurbelgehäuse.

## Aufbau
Der HM 504 ist ein luftgekühlter Vierzylinder-Viertakt-Einreihenmotor mit hängend angeordneten Zylindern, Frischöl-Trockensumpfschmierung und Ölrückförderpumpe. Die Zylinder bestehen aus Grauguss mit aufgesetzten Köpfen aus Leichtmetall und sind mit durchgehenden Zugankern auf dem Kurbelgehäuse aus Elektron befestigt, dessen Deckel gleichzeitig als Ölbehälter dient. Jeder Zylinder ist mit je einem Ein- und Auslassventil ausgestattet, das über nadelgelagerte Kipphebel, Stoßstangen und Stößel von der rollengelagerten Nockenwelle angesteuert wird. Die EC-Kolben sind aus Y-Leichtmetall gearbeitet, die Pleuel mit H-förmigen Querschnitt bestehen aus Chromnickelstahl. Die Kurbelwelle mit Hirth-Verzahnung ist geteilt und läuft auf fünf Rollen- und einem Radiaxlager. Die Zündung erfolgt per Bosch-Magnetzünder mit elektrischer Zündpunktverstellung. Pro Zylinder sind zwei Zündkerzen vorgesehen.

## Lizenzbau
Der Hirth HM 504 wurde als Hitachi Hatsukaze (初風, Hatsukaze – Frischer Wind) in Lizenz bei Hitachi gebaut.
GK4 Hatsukaze
Lizenzbau der Hirth HM 504.
GK4A Hatsukaze 11
Version für die Kaiserlich Japanischen Marineluftstreitkräfte (帝国海軍航空隊 Teikoku Kaigun Kōkūtai), 82 kW (110 hp) ; 339 Stück.
Ha47 Model 11
Version der Kaiserlich Japanischen Heeresluftstreitkräfte (帝国陸軍航空隊 Teikoku Rikugun Kōkūtai), 82 kW (110 hp) ; 1,037 Stück.
Hatsukaze Toku Model 13
„Toku“ übersetzt als „Spezial“ Antrieb für den Verdichter des Ishikawajima Tsu 11 Motorjet Triebwerk.

## Einsatz

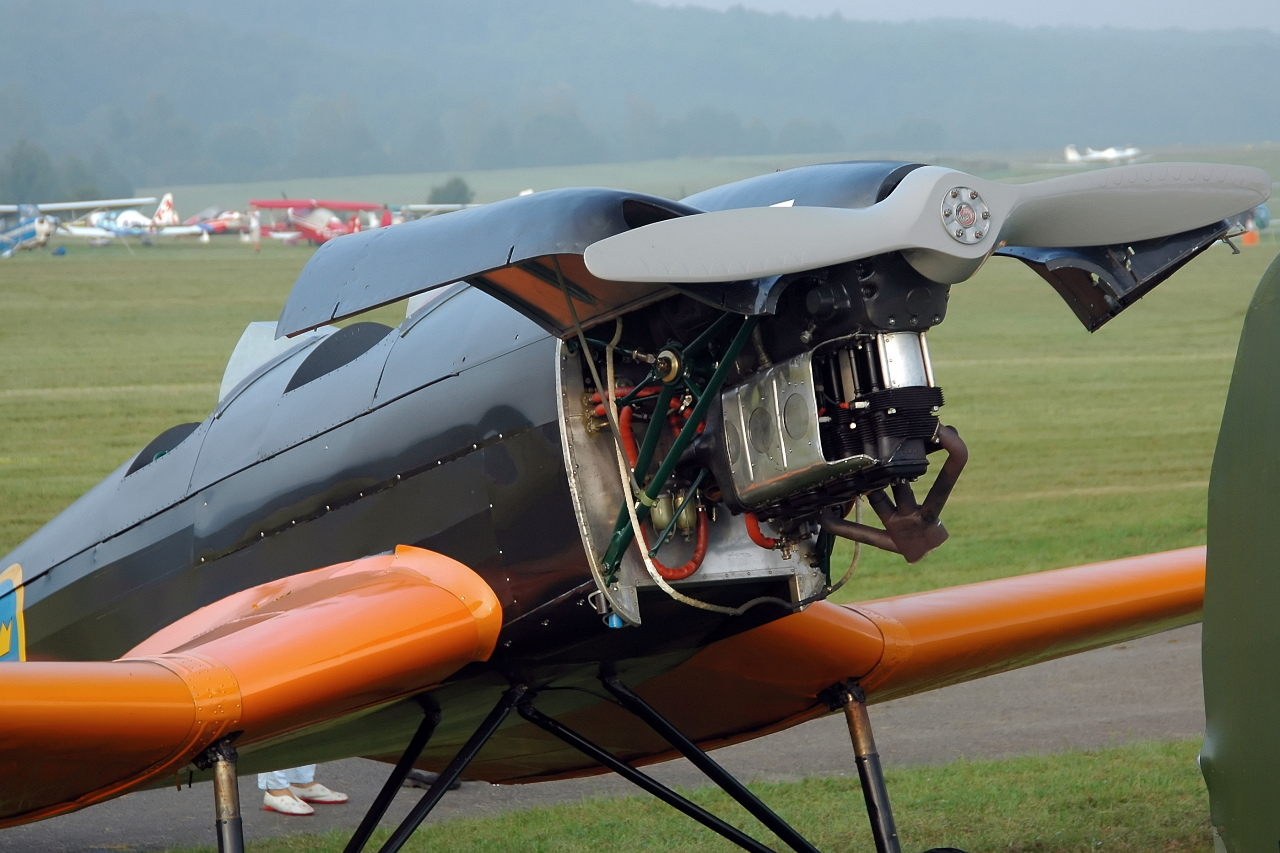
HM 504 in einer Kl 35

- Ar 69
- Ar 79
- Bü 131
- Bü 134
- Bü 181
- Kl 35

## Technische Daten
| Kenngröße                               | Daten (Hirth HM 504 A 2)    |
| --------------------------------------- | --------------------------- |
| Länge über alles                        | 0,96 m                      |
| Breite über alles                       | 0,51 m                      |
| Höhe über alles                         | 0,73 m                      |
| Bohrung                                 | 105 mm                      |
| Hub                                     | 115 mm                      |
| Zylinderhubraum                         | 1 l                         |
| Gesamthubraum                           | 3,98 l                      |
| Verdichtung                             | 6,0                         |
| Dauerleistung am Boden                  | 85 PS (63 kW) bei 2360/min  |
| Erhöhte Dauerleistung (30 min) am Boden | 95 PS (70 kW) bei 2450/min  |
| Beste Reiseleistung am Boden            | 75 PS (55 kW) bei 2270/min  |
| Kurzleistung (5 min) am Boden           | 105 PS (77 kW) bei 2530/min |
| Trockengewicht                          | 112 kg ohne Ausrüstung      |
| Leistungsgewicht                        | 1,07 kg/PS                  |
| Hubraumleistung                         | 26,3 PS/l                   |
| Kraftstoffverbrauch bei Reiseleistung   | 220 g/PSh (16,5 kg/h)       |
| Schmierstoffverbrauch bei Reiseleistung | 1,5 g/PSh (0,1 kg/h)        |
| Oktanzahl                               | 80                          |